# Хажини
Хажини (пол. Charzyny) — село в Польщі, у гміні Рацьонж Плонського повіту Мазовецького воєводства.
Населення — 109 осіб (2011).
У 1975-1998 роках село належало до Цехановського воєводства.

## Демографія
Демографічна структура станом на 31 березня 2011 року:
|          | Загалом | Допрацездатний вік | Працездатний вік | Постпрацездатний вік |
| -------- | ------- | ------------------ | ---------------- | -------------------- |
| Чоловіки | 55      | 15                 | 35               | 5                    |
| Жінки    | 54      | 12                 | 30               | 12                   |
| Разом    | 109     | 27                 | 65               | 17                   |